# ووهو (ترانه کریستینا آگیلرا)
«ووهو» تک‌آهنگی از هنرمند اهل ایالات متحده آمریکا کریستینا آگیلرا، نیکی میناژ است که در ۲۵ مه ۲۰۱۰ منتشر شد. این تک‌آهنگ در آلبوم مصنوعی (آلبوم کریستینا آگیلرا) قرار داشت.